# Silene saldanhensis
Silene saldanhensis är en nejlikväxtart som beskrevs av Peter Goldblatt och J.C.Manning. Silene saldanhensis ingår i släktet glimmar, och familjen nejlikväxter. Inga underarter finns listade i Catalogue of Life.